# Apatochernes posticus
Apatochernes posticus es una especie de arácnido  del orden Pseudoscorpionida de la familia Chernetidae.

## Distribución geográfica
Se encuentra en la Isla Norfolk